# Новогеоргиевск (Астраханская область)
Новогеоргиевск — село в Лиманском районе Астраханской области России, в составе Новогеоргиевского сельсовета.

## География
Село вытянуто в широтном направлении, с запада на восток. Протокой Садовка населённый пункт отделён от села Заречного - административного центра бывшего Новогеоргиевского сельсовета.

## История
Дата основания не установлена. Село Ново-Георгиевское впервые обозначено на немецкой карте 1941 года.

## Население
| 2002 | 2010 | 2014 |
| ---- | ---- | ---- |
| 372  | ↗530 | ↗571 |